# Hel (Lokes datter)
 Denne artikel omhandler underverdenens gudinde. Opslagsordet har også en anden betydning, se Hel.
Hel er i nordisk mytologi dødsriget Hels herskerinde og datter af Loke og jættekvinden Angerboda. Dermed er hendes søskende Midgårdsormen og Fenrisulven.
Om Hel fortælles det, at hun er halvt blåsort og forrådnet som et lig, og halvt kødfarvet som et levende menneske.
Hendes tre halvsøskende er Vale, Narfe og Sleipner. I folketroen er Hel mor til julens djævel Krampus.
I sin tid blev hun taget fra sin mors haller af guderne for at kastes ned i Niflheim, hvor hun fik magt over ni verdener, så hun kunne anvise de døde deres retmæssige opholdssted. Oprindeligt kom alle døde sandsynligvis til Hel i døden, men efter at troen på Valhal kom, var det kun de, som døde af sygdom eller alderdom, der kom til hende. Alle, der faldt i kamp, kom til Valhal eller Folkvangr.
Alt i Hels rige har triste eller negative navne. Hendes sal hedder Eljudnir, der betyder "den regnvåde". Hendes fad hedder Hunger, og hendes kniv hedder Sult. Hendes træl kaldes Gangdoven og hendes trælkvinde Ganglad. Hendes dørtærskel kaldes Faldende-fare, hendes seng hedder Kør, der betyder "sygeleje", og om sengen hænger forhænget "Broget ulykke".
I myten om Balder møder vi Hel, som ikke er meget for at lade Balder vende tilbage til de levendes verden. Men hvis han virkelig er så elsket, som der siges, vil hele verden vel også græde over ham. Og hvis guderne kan få alt i verden til at græde over Balders død, vil Hel lade ham vende tilbage til de levendes verden. Myten fortæller at alt og alle græd undtagen Loke, der var forklædt som en gammel kone.

## Etymologi
Ordet Hel bruges både som navn på herskerinden og på dødsriget, hun hersker over. Ordet er beslægtet med tysk hehlen og latin celaere 'den skjulende, skjulersken'. Ordet er også ophav til udtrykket at slå "ihjel"; egentlig "i Hel". Navnet er også første led af "helvede".